# Montipora undata
Montipora undata là một loài san hô trong họ Acroporidae. Loài này được Bernard mô tả khoa học năm 1897.